# Списак рудника у Норвешкој
Овај списак рудника у Норвешкој је помоћни списак пописа радних, угашених и будућих рудника у земљи и листа је организована од примарне производње минерала. Из практичних разлога камен, мермер и други каменоломи могу бити укључени у ову листу. 

## Угаљ
- Камп Мортон, Свалбард (познат и као Камп Даглас) био је камп за вађење угља на острву Свалбард у Норвешкој (такође познат као Спитсберген). Налазио се на северној обали Ван Мијенфјордена, у близини улаза у море. То је био део напора британских инвеститора и предузетника да се извуку ресурси из Спитсбергена, тада отвореног за захтеве разних држава за развој. [1]

## Бакар
- Јакобсбакен

## Гвожђе
- Рудник Бјoрневатн

## Фосфат
- Одегарден Верк

## Сребро
- Конгсбергови рудници сребра

## Титанијум
- Рудник Енгебо Рудник Енгебо један је од највећих рудника титанијума у Норвешкој. Рудник има резерве у износу од 154 милиона тона руде са 3,8% титанијума.[2]

Поред наведених издвајају се и рудници:
- Рудник Енгебофјел
- Рудник Кодал
- Рудник Одегардите
- Рудник Родсанд
- Рудник Селваг
- Рудник Сторганген
- Рудник Телнес

## Волфрам
- Рудник Малвикен

## Цинк
- Аланајувет
- Јакобсбакен